# Tour de Drenthe feminino de 2018
A 12.ª edição do Tour de Drenthe feminino (oficialmente: Women's WorldTour Ronde van Drenthe 2018) correu-se a 11 de março de 2018 sobre um percurso de 157,2 km com início em Emmen e final na cidade de Hoogeveen nos Países Baixos.
A carreira faz parte do UCI WorldTour Feminino de 2018 como concorrência de categoria 1.wwT do calendário ciclístico de máximo nível mundial, sendo a segunda carreira de dito circuito.
A carreira foi vencida pela corredora holandesa Amy Pieters da equipa Boels Dolmans, em segundo lugar Alexis Ryan (Canyon SRAM) e em terceiro lugar Chloe Hosking (Alé Cipollini).

## Equipas
Tomaram parte na carreira um total de 23 equipas convidadas pela organização dos quais 22 corresponderam a equipas de categoria UCI Team Feminino e a selecção nacional de Países Baixos, quem conformaram um pelotão de 134 ciclistas e destes terminaram 84.
| Equipes femininas profissionais (22)- Alé Cipollini - Astana Women's - Bizkaia-Durango - Boels Dolmans - BTC City Ljubljana - Canyon-SRAM Racing - Cervélo Bigla - Cylance - Experza-Footlogix - FDJ-Nouvelle Aquitaine-Futuroscope - Hitec Products-Birk Sport - Lotto Soudal Ladies - Mitchelton-Scott - Movistar Team - Parkhotel Valkenburg-Destil - Sunweb - Tibco-Silicon Valley Bank - Virtu - Valcar PBM - WaowDeals - Wiggle High5 - WNT-Rotor Pro Cycling Equipe nacional- Países Baixos |
| |

## Classificações finais
As classificações finalizaram da seguinte forma:

### Classificação geral
| \| Classificação geral \| Classificação geral \| Classificação geral \| Classificação geral \| Classificação geral \| \| Ciclista \| Ciclista \| Equipe \| Tempo \| \| \| ------------------- \| ------------------- \| ---------------------------------- \| ------------------- \| ------------------- \| \| 1. \| Amy Pieters \| Boels Dolmans \| 4h06m44s \| \| \| 2. \| Alexis Ryan \| Canyon-SRAM Racing \| + 0s \| \| \| 3. \| Chloe Hosking \| Alé Cipollini \| + 1s \| \| \| 4. \| Marta Bastianelli \| Alé Cipollini \| + 1s \| \| \| 5. \| Marianne Vos \| WaowDeals \| + 1s \| \| \| 6. \| Coryn Rivera \| Sunweb \| + 1s \| \| \| 7. \| Arlenis Sierra \| Astana Women's Team \| + 1s \| \| \| 8. \| Roxane Fournier \| FDJ-Nouvelle Aquitaine-Futuroscope \| + 1s \| \| \| 9. \| Floortje Mackaij \| Sunweb \| + 1s \| \| \| 10. \| Ellen van Dijk \| Sunweb \| + 1s \| \| |                   |                                    |          |
| |                   |                                    |          |
| Fontes: ProCyclingStats Cycling Quotient |                   |                                    |          |
| Classificação geral |                   |                                    |          |
| Ciclista | Ciclista          | Equipe                             | Tempo    |
| 1. | Amy Pieters       | Boels Dolmans                      | 4h06m44s |
| 2. | Alexis Ryan       | Canyon-SRAM Racing                 | + 0s     |
| 3. | Chloe Hosking     | Alé Cipollini                      | + 1s     |
| 4. | Marta Bastianelli | Alé Cipollini                      | + 1s     |
| 5. | Marianne Vos      | WaowDeals                          | + 1s     |
| 6. | Coryn Rivera      | Sunweb                             | + 1s     |
| 7. | Arlenis Sierra    | Astana Women's Team                | + 1s     |
| 8. | Roxane Fournier   | FDJ-Nouvelle Aquitaine-Futuroscope | + 1s     |
| 9. | Floortje Mackaij  | Sunweb                             | + 1s     |
| 10. | Ellen van Dijk    | Sunweb                             | + 1s     |

## UCI WorldTour Feminino
O  Tour de Drenthe feminino outorga pontos para o UCI WorldTour Feminino de 2018 e o UCI World Ranking Feminino, incluindo a todas as corredoras das equipas nas categorias UCI Team Feminino. As seguintes tabelas mostram o barómetro de pontuação e as 10 corredoras que obtiveram mais pontos:
| Posição   | 1.ª | 2.ª | 3.ª | 4.ª | 5.ª | 6.ª | 7.ª | 8.ª | 9.ª | 10.ª | 11.ª | 12.ª | 13.ª | 14.ª | 15.ª | 16.ª-30.ª | 31.ª-40.ª |
| Pontuação | 200 | 150 | 125 | 100 | 85  | 70  | 60  | 50  | 40  | 35   | 30   | 25   | 20   | 15   | 10   | 5         | 3         |

| Classificação |                   |                                    |        |
| Posição       | Ciclista          | Equipo                             | Pontos |
| ------------- | ----------------- | ---------------------------------- | ------ |
| 1.ª           | Amy Pieters       | Boels-Dolmans                      | 200    |
| 2.ª           | Alexis Ryan       | Canyon SRAM Racing                 | 150    |
| 3.ª           | Chloe Hosking     | Alé Cipollini                      | 125    |
| 4.ª           | Marta Bastianelli | Alé Cipollini                      | 100    |
| 5.ª           | Marianne Vos      | WaowDeals                          | 85     |
| 6.ª           | Coryn Rivera      | Sunweb                             | 70     |
| 7.ª           | Arlenis Sierra    | Astana Women's                     | 60     |
| 8.ª           | Roxane Fournier   | FDJ Nouvelle Aquitaine Futuroscope | 50     |
| 9.ª           | Floortje Mackaij  | Sunweb                             | 40     |
| 10.ª          | Ellen van Dijk    | Sunweb                             | 35     |